# Salón de la Fama del Deporte Venezolano
El Salón de la Fama del Deporte Venezolano es una institución creada por Círculo de Periodistas Deportivos de Venezuela en 1971 para reconocer la trayectoria deportiva de los más grandes atletas, dirigentes, entrenadores, médicos, periodistas y demás ciudadanos que con su trabajo han contribuido al desarrollo del deporte en Venezuela.
Los candidatos son postulados por los miembros del CPDV y deben contar con un mínimo de cinco años de retiro de la actividad o rol por el cual han sido postulados.

## Miembros del Salón de la Fama del Deporte Venezolano
Las siguientes personalidades ligadas al deporte venezolano han sido exaltadas el Salón de la Fama del Deporte Venezolano:
| Exaltados en 1971: - Alejandro Carrasquel - Béisbol - Andrés Miranda - Periodismo - Asnoldo Devonish - Atletismo - Brígido Iriarte - Atletismo - Daniel Canónico - Béisbol - Leopoldo Márquez - Varias disciplinas - Luis Aparicio Ortega - Béisbol - Simón Chávez - Boxeo - Teodoro Capriles - Ciclismo - Vidal López - Béisbol | Exaltados en 1972: - Alfonso Carrasquel - Béisbol - Flor Isava-Fonseca - Equitación - Julio Bustamante - Dirigencia | Exaltados de 1973: - Candelario Rivero - Periodismo - César Girón - Torero - Cristina Egui - Tenis - Germán Garrido - Baloncesto - Julio César León - Ciclismo - Luis Aparicio - Béisbol - Oscar Calles - Boxeo |

| Exaltados en 1974: - No hubo | Exaltados en 1975: - No hubo | Exaltados en 1976: - No hubo |

| Exaltados en 1977: - No hubo | Exaltados en 1978: - No hubo | Exaltados en 1979: - No hubo |

| Exaltados en 1980: | Exaltados en 1981: | Exaltados en 1982: |

| Exaltados de 1983: - Andrés Quintero - Béisbol - Gisela Vidal - Atletismo - José Beracasa - Dirigencia - Juan Antonio Yanez - Dirigencia - Simón Rodríguez - Periodismo | Exaltados de 1984: - Anneliesse Rockemback - Natación - Carlos Hernández - Boxeo - Humberto Viso - Varias disciplinas - Miguel Sanabria - Varias disciplinas - Teodoro Gubaira - Dirigencia | Exaltados de 1985: - Juan Antillano Valarino - Periodismo - Luis García - Béisbol - Luis Zuluaga - Béisbol - Thelmo Romero - Baloncesto |

| Exaltados en 1986: - Francisco José Cróquer - Narración - Gustavo López - Baloncesto - Héctor Alvarado - Ciclismo - José Bracho - Béisbol - Manuel Malpica - Béisbol | Exaltados en 1987: - Alejandro Borges - Periodismo - Carlos Plaza - Tiro - Henrique Chaffardet - Boxeo - José Antonio Casanova - Béisbol | Exaltados en 1988: - Antonio Peche - Fútbol - Francisco Hernández - Boxeo - Mercedes de García - Tiro - Pedro Cabello Gibbs - Dirigencia - Roberto Olivo - Arbitaje |

| Exaltados de 1989: - Agustín Cuervo - Fútbol - Benito Torrens - Béisbol - Herman Ettedgui - Periodismo - Jesús Berra - Dirigente - Luisa Amelia Alvarado - Baloncesto | Exaltados en 1990: - Antonio Montilla - Ciclismo - Emilio Cueche - Béisbol - Josefina Navarro - Esgrima - Luis Ramos - Dirigencia - Mauricio Johnson - Baloncesto | Exaltados en 1991: - Baudilio Díaz - Béisbol - Belkis Leal - Esgrima - Gonzalo Sucre - Fútbol - Pedro Belisario Aponte - Dirigencia - Victor Davalillo - Béisbol |

| Exaltados en 1992: - Balbino Hinojosa - Béisbol - Fermín Huizi Cordero - Dirigencia - Gastón Portillo - Baloncesto - José Joaquín Carrillo - Baloncesto - Ladislao Lazar - Atletismo - Manuel García - Béisbol - Ramón Monzant - Béisbol | Exaltados de 1993: - Alí Tovar - Fútbol - Farid Richá - Dirigencia - Luis Felipe Rodríguez - Dirigencia - Manuel Gómez - Atletismo - Pedro Honorio Cuggia - Boxeo - Raúl Landaeta - Varias disciplinas - Úrsula Selle - Esgrima | Exaltados en 1994: - Gustavo Avila - Hipismo - Jesús Ramos - Béisbol - José Tovar - Atletismo - Juan Pablo Pérez Sarria - Arbitraje - Juan Vicente Bello - Periodismo |

| Exaltados en 1995: - Antonio Rodríguez - Fútbol - Antonio Briñez - Béisbol - David Concepción - Béisbol - Gustavo Aguirre - Periodista - Héctor Benitez Redondo - Béisbol - Ivo Pimentel - Tenis - Luis Estaba - Boxeo - Rafael Coa - Entrenador Béisbol - Victor Fernández - Ciclismo | Exaltados en 1996: - Carmen Teresa Brea - Voleibol - César Tovar - Béisbol - Ernesto Aparicio - Béisbol - Leslie Gruber - Periodismo deportivo - Luis Romero Petit - Béisbol - Marco Antonio Lacavalerie - Narración - Rafael Romero Sandrea - Atletismo - Victor Adams - Boxeo - Yubirí González de Romero - Baloncesto | Exaltados en 1997: - Boris Planchart Oraa - Dirigencia - Carlos Marquez Marmol - Dirigencia - Cruz Lairet - Baloncesto - Delio Amado León - Narración - Gregorio Rodríguez - Béisbol - Horacio Estevez - Atletismo - Jesús Marcano Trillo - Béisbol - Jesús Salvador Henriquez - Boxeo - José Martínez Morales - Medicina - María Lourdes Peche - Voleibol - Ramón Arias- Boxeo - Rodolfo Bartha - Esgrima - Sheila Leiva - Varias disciplinas |

| Exaltados en 1998: - Abelardo Raidi - Periodismo - Betulio González - Boxeo - Dalmiro Finol - Béisbol - Ernesto Blanco - Fútbol - Héctor Thomas - Atletismo - Heney Awed - Lucha - Mery Tenorio - Voleibol - Miguel Correa - Boliche - Oswaldo Borges - Voleibol | Exaltados en 1999: - Ana Victoria Carrasco - Esquí acuático - Edgar Espinoza - Tiro - Guillermo Vento - Béisbol - Juan Pablo Pérez - Arbitraje - Luis Blanco Chataing - Dirigencia - Luis Peñalver - Béisbol - Manuel Luna - Lucha - María Victoria Carrasco - Esquí acuático - Rómulo Hernández - Dirigencia | Exaltados en 2000: - Campeones del 41 - Béisbol - Dalia Quintero - Varias disciplinas - Jesús Urbáez - Boliche - Juan Rivas - Entrenador Boxeo - Juan Vicente Tovar - Hipismo - Manuel Bernárdez - Golf - Pablo Márquez - Varias disciplinas |

| Exaltados en 2001: - Armando Álvarez De Lugo - Dirigencia - Enrique Fonseca - Béisbol - Victor Maldonado - Atletismo - José Pérez Colmenares - Béisbol - Franklin White - Periodismo | Exaltados en 2002: - Alfredo López Lagonell - Voleibol - Antonio Marcano - Boliche - Gonzalo Márquez - Béisbol - Jesús Gruber - Esgrima - John Muñoz - Atletismo - José Del Vecchio - Dirigencia - Juan Facendo - Atletismo | Exaltados en 2003: - Helimenas Romerón - Sóftbol - Oscar Prieto - Béisbol - Rafael Oronó - Boxeo - Rubén Jaén Centeno - Pesca deportiva - Rubén Millán - Béisbol |

| Exaltados en 2004: - Benito Seijas - Levantamiento de Pesas - César Nieves - Béisbol - José Encarnación Romero - Varias disciplinas | Exaltados de 2005: - Amelia Hernández - Ajedrez - Domingo Martín Fumero - Béisbol - Lino Connell - Voleibol - Manuel Gallegos Carratú - Dirigencia | Exaltados en 2006: - Alfonzo Victoria - Natación - Hernán Romero - Dirigencia - Joel Marín - Voleibol - Luis Mendoza - Fútbol - Natacha Hernández - Judo - Teodoro Obregón - Béisbol |

| Exaltados en 2007: - Carlos González - Periodismo - Ramón Volcán – Natación | Exaltados en 2008: - Antonio Armas – Béisbol - Johnny Cecotto – Motociclismo | Exaltados en 2009: - Carlos Lavado - Motociclismo - Arlindo Gouveia - Taekwondo - Arquímedes Herrera - Atletismo - Jesús Corao - Dirigencia |

| Exaltados en 2010: - Andrés Galarraga - Béisbol - Leonardo Rodríguez - Dirigencia | Exaltados en 2011: - Vicente Pastor - Voleibol | Exaltados en 2012: - Criollitos de Venezuela - Béisbol |

| Exaltados en 2013: - Carl Herrera - Baloncesto - Antonio Esparragoza - Boxeo - Ángel Edecio Escobar - Boxeo | Exaltados en 2014: | Exaltados en 2015: |

| Exaltados en 2016: | Exaltados en 2017: | Exaltados en 2018: |